# Танджерин (Флорида)
Танджерин (англ. Tangerine) — статистически обособленная местность, расположенная в округе Ориндж (штат Флорида, США) с населением в 826 человек по статистическим данным переписи 2000 года.

## География
По данным Бюро переписи населения США статистически обособленная местность Танджерин имеет общую площадь в 4,66 квадратных километров, из которых 3,11 кв. километров занимает земля и 1,55 кв. километров — вода. Площадь водных ресурсов округа составляет 33,26 % от всей его площади.
Статистически обособленная местность Танджерин расположена на высоте 46 м над уровнем моря.

## Демография
По данным переписи населения 2000 года в Танджеринe проживало 826 человек, 256 семей, насчитывалось 323 домашних хозяйств и 348 жилых домов. Средняя плотность населения составляла около 177,25 человек на один квадратный километр. Расовый состав населённого пункта распределился следующим образом: 91,65 % белых, 3,27 % — чёрных или афроамериканцев, 0,24 % — коренных американцев, 1,57 % — азиатов, 0,85 % — представителей смешанных рас, 2,42 % — других народностей. Испаноговорящие составили 7,99 % от всех жителей статистически обособленной местности.
Из 323 домашних хозяйств в 31,6 % воспитывали детей в возрасте до 18 лет, 67,2 % представляли собой совместно проживающие супружеские пары, в 8,4 % семей женщины проживали без мужей, 20,7 % не имели семей. 16,1 % от общего числа семей на момент переписи жили самостоятельно, при этом 5,3 % составили одинокие пожилые люди в возрасте 65 лет и старше. Средний размер домашнего хозяйства составил 2,56 человек, а средний размер семьи — 2,85 человек.
Население статистически обособленной местности по возрастному диапазону по данным переписи 2000 года распределилось следующим образом: 23,2 % — жители младше 18 лет, 4,7 % — между 18 и 24 годами, 27,6 % — от 25 до 44 лет, 29,8 % — от 45 до 64 лет и 14,6 % — в возрасте 65 лет и старше. Средний возраст жителей составил 42 года. На каждые 100 женщин в Танджеринe приходилось 96,7 мужчин, при этом на каждые сто женщин 18 лет и старше приходилось 91,5 мужчин также старше 18 лет.
Средний доход на одно домашнее хозяйство статистически обособленной местности составил 42 264 доллара США, а средний доход на одну семью — 49 667 долларов. При этом мужчины имели средний доход в 40 585 долларов США в год против 22 045 долларов среднегодового дохода у женщин. Доход на душу населения статистически обособленной местности составил 42 264 доллара в год. 2,8 % от всего числа семей в населённом пункте и 2,7 % от всей численности населения находилось на момент переписи населения за чертой бедности, при этом 3,4 % из них были моложе 18 лет и — в возрасте 65 лет и старше.